# Кадъдондурма
Вижте пояснителната страница за други значения на Кадъкьой.
Кадъдондурма или Кадъкьой (на турски: Kadıdondurma) е село в Източна Тракия, Турция, околия Мерич, вилает Одрин.

## География
Селото се намира на 6 км югозападно от Мерич.

## История
В XIX век Кадъдондурма е българско село в Узункьоприйска кааза на Одринския вилает на Османската империя. Според „Етнография на вилаетите Адрианопол, Монастир и Салоника“, издадена в Константинопол в 1878 година и отразяваща статистиката на населението от 1873 година, Кадъдондурма (Kady-Dondourma) има 40 домакинства и 230 българи.
Според статистиката на професор Любомир Милетич в 1912 година в селото живеят 60 български екзархийски семейства.
Българското население на Кадъкьой се изселва след Междусъюзническата война в 1913 година.